# Bolesławski II
Bolesławski – polski herb szlachecki z nobilitacji galicyjskiej. Jeden z dwóch herbów z nobilitacji galicyjskich o tej nazwie (zob. też Bolesławski (herb z nobilitacji w 1873).)

## Opis herbu
Opis z wykorzystaniem zasad blazonowania, zaproponowanych przez Alfreda Znamierowskiego:
Na tarczy dzielonej w krzyż w polach I i III srebrnych głowa żubrza brunatna między dwiema gwiazdami błękitnymi w pas; w polach II i IV czerwonych, wieniec laurowy zielony.
Klejnot: godło z pól I i III.
Labry: z prawej czerwone, z lewej błękitne podbite srebrem.

## Najwcześniejsze wzmianki
Nadany Gustawowi Bolesławskiemu von Trenck, z drugim stopniem szlachectwa (Ritter von). Nobilitowany był wojskowym urodzonym w Slawonii, odbył wyprawy naukowe do źródeł Nilu i Ameryki Północnej. Predykat von Trenck miał pochodzić od nazwiska rodziny, z którą był spokrewniony przez matkę, na co nobilitowany musiał uzyskać zgodę wszystkich żyjących członków rodziny. Nobilitacja datowana na 26 lipca 1879.

## Herbowni
Ponieważ herb Bolesławski był herbem własnym, z nobilitacji osobistej, prawo do posługiwania się nim przysługuje tylko jednemu rodowi herbownemu:
Bolesławski.